# Джубаленд
Джубаленд (сом. Jubbaland) або долина Джуби (сом. Dooxada Jubba, італ. Oltre Giuba) — південно-західна частина Сомалі, розташована в долині річки Джуба. Займає територію колишньої провінції Джуба Нижня. Загальна чисельність населення Джубаленду оцінюється в 1,3 мільйона жителів. Його територія — 87 тис. Км². Головне місто — прибережний Кісмайо.

## Історія
Спочатку британська колонія на північ від Кенії, в 1925 році приєднана до Італійського Сомалі. Область стала ареною численних битв в тривалій Громадянській війні в Сомалі і була ненадовго оголошена незалежною територією 3 вересня 1998 року. Була скасована 28 червня 1999 року. На початок 2008 року область перебуває під номінальним контролем Тимчасового сомалійського Федерального уряду.
3 квітня 2011 року на території Джубаленду було проголошено державу Азанія. У той же час на півночі Джубаленду фактично започатковано новий уряд Джубаленду, союзний Перехідному федеральному уряду який протистоїть Аш-Шабаб.